# 科濟耶尼鄉
45°20′N 26°29′E / 45.333°N 26.483°E
科濟耶尼鄉（羅馬尼亞語：Comuna Cozieni, Buzău），是羅馬尼亞的鄉份，位於該國東南部，由布澤烏縣負責管轄，面積56平方公里，海拔高度259米，2007年人口2,247，人口密度每平方公里40人。